# ジゴロ次五郎
『ジゴロ次五郎』（ジゴロじごろう）は、講談社『週刊少年マガジン』に2002年22号から2007年30号まで掲載されていた、加瀬あつし作の少年漫画である。単行本全22巻。

## ストーリー
車好きの高校生、石川次五郎のアルバイト先である洗車場に、VIPカーチーム「加麻呂」のリーダー・岡田が洗車にやってきた。ところが、彼のバイト仲間が岡田の車に微細な傷を付けたことから因縁をつけられ、仲裁に入った次五郎は岡田とパーキングエリアでのナンパ勝負をすることになった。車を持たない次五郎は、車を購入するため50万円の貯金をしていたが、ナンパ勝負前に兄・九州男のキャデラックを無断で持ち出した挙句、誤ってぶつけてしまっており、修理代として貯金のうち45万円を没収され、残金5万円となってしまう。
途方に暮れた次五郎は、九州男に紹介された中古車屋（解体屋といった方が正しい）に行き、そこで見つけたスクラップ寸前のS13シルビアに運命的なものを感じて購入した。実はそれは「妖車」と呼ばれた伝説の車で、時に意思を持つかのように振る舞い、数々の奇跡を起こす。次五郎はその力に翻弄されながらも「妖車使い」として成り上がっていくのであった。
主な舞台となる「河越」は埼玉県川越市がモデルとされているが、なぜか街が海と隣接しており、砂浜の描写や、港でのチキンレース等がおこなわれているため、よく似せた架空都市と思われる。
作中九州男達の母親らしき人物のセリフが出てくるが姿は最終回でも出てこなかった。
コンビニコミックス版では作者の他の作品であるゼロセンやくろアゲハ同様現実では犯罪行為 になるシーンには「実際には犯罪になるので決してマネしないでください。」と注記されている。

## 登場人物

### エンドレス
石川次五郎をリーダーとする走り屋系のチーム。元々は次五郎の親友だったシンゴが、盗み出すための車を集めやすいように勝手に募集したもので、東京・青山にあったキレた走り屋達が集まる喫茶店が名前の由来。
一時は窃盗騒動で自然消滅したかと思われたが、次五郎が九州男とタイマンを張り、互角に渡り合った事で河越中の男達を認めさせ、次五郎に興味を持ったクセのある面々が集まって正式にチームとして始動した。
加麻呂のマイキーと佐世保、赫愚夜姫のキヨトなど、各所で名の知れた者たちが集まり、神谷の件で騒動が起きた際も次五郎の妙案で多々のチームを動かすなど、短期間で河越で名の知れたチームになった。
石川次五郎（いしかわ じごろう）
私立万座高校3年生。誕生日は4月29日。肥満体型で通称は「ブタ」「デブロー」（ただし目鼻立ちは整っており、決して醜男ではない。痩せられれば兄や弟同様に美形になれるのは容易に想像できる）。マイルドセブンを吸っている。愛車はシルビア（S13）で、シルビア故障時はジョグアプリオに乗っている。洗車場でけなげにバイトするが、その給料はパチンコと車と兄から受けるカツアゲで消えていく。自分の命と引き換えにすることすら厭わない車好きで、車のエンジン音だけで車種を当てるカーセンサーという特技を持つ。しかし元々運転は下手で、仮免試験だけで3回落ちている。童貞で仮性包茎だが、ひょんな事から手に入れた妖車シルビアの力で数多くの走り屋を魅了し、チーム「エンドレス」を結成。河越最強といわれた兄との喧嘩に引き分けた事により、周囲から認められて多くの仲間を加える。
初期は兄にコンプレックスを抱いていた事もあり、シルビアに頼りきりの情けない少年だったが、兄である九州男とのタイマンで眠っていた潜在能力が覚醒（強すぎる九州男を見て育っており、自分で自分を弱いと思い込んでいた）。その後も数々のバトルを繰り返し、地域最強の族だった、族狩りのチーム「緋狼」をたった一人で潰す程に強くなる。加えて、脚をナイフで刺されても動じるどころか痛がる様子すら見せない（むしろ刺した相手を返り討ちにして呆れたような表情を見せ、その後の様子を見ても痛み自体を感じていたかすら怪しい）など耐久力・忍耐力に限っては九州男を大きく超えている。ただし、岡田に因縁を付けられた政次を庇ったり、シルビアを傷つけた浜中に対して殴りかかったりするなど、ケンカの腕こそなかったものの、当初から男気のある一面は多々あった。経験不足や覚醒してからまだ月日が経っていないこともあり、ケンカのスタイルは「腕だけではなく頭も使う」タイプであり、九州男とのタイマンやミツヒロ追撃の時は知恵の回る面を見せている。
女性に対しては九州男とは違って基本的に一途であり、タイトルにもあるようなジゴロ的な面はない（あくまでダジャレと、「車と女の子を乗り回す」という下ネタ的な意味）。愛子と恋人になった直後は、千夏との間で揺れ動いた事もあったが結局愛子を選んでいる。かなりマニアックなアダルトビデオを多数所持していて、愛子との交際をきっかけにそれを九州男に渡し処分するが、九州男から愛子に暴露されてしまった（ゲンコツ一発で許してもらえた模様）。終盤にて事故に遭いそうになった愛子を庇い、S13と辛い別れをする事になった。その後すぐにS13は元通りになったが、魂を宿らせることはなかった。
その5年後、晴れて結ばれた愛子との結婚式でシルビアは魂を蘇らせ、2人の門出を祝福する。5年後では贅肉がだいぶ減っており、背も高くなっているなど、肥満というよりは柔道家のようながっしりした体格になっている。
S13"ラブマシーン"　『シルビア』
次五郎の愛車。シルビア（S13）でグレードはQ's（キューズ）。S13/14に冠されるグレード銘J's・Q's・K'sの意味は、トランプのジャック・クィーン・キングからきている。次五郎が、不思議な色気とガルウィングドア（正確にはシザーズドア）のドアが気に入って、九州男の友達の丸島の店からもらってきた。自分の意思を持っているかのような走りから「妖車」と言われている。自我を持っている。
乗り手を選び、基本的に童貞しか乗せない。ただし、主人が心底惚れた女の子は別。次五郎と愛子との仲は認め応援している様子で、告白に成功したときには次五郎と一緒にドアを上げ下げして万歳をしていた。また、美女しかシートには乗せず、それ以外の女性は強制的に降ろしてしまう。超常現象をも度々起こしており、次五郎が免停になっていた間に九州男が乗った時は過去へタイムスリップし、沢田が乗った時は幽霊騒動に巻き込まれた。九州男のことはあまり好きではないようで、（九州男自身の自業自得な面が強いものの）手酷い失恋を味わうように仕向けたり、九州男搭乗時にわざと警察沙汰を起こして彼を警察に連行させるなど、かなり酷い目に遭わせたこともある。当初はVeilside製のS14シルビア用 combatフロントバンパーと大型リアウィングが特徴だったが、ほどなくして車体の修復をかねて改造を受け、ニスモダクト付きのR34 GT-Rフロントスポイラー、オーバーフェンダー、GTウイングに変更された。最近の車としては珍しくキャブレター仕様になっている（これは前の持ち主である浅本のこだわりだった）。
作中終盤で、長い間無理をしたせいで車体全体に金属疲労とボディ全体にわたる歪みが生じ、残り僅かの寿命となっていたが、愛子を乗せた大阪行きの高速バスが中央分離帯に衝突しそうになった時、バスを押してコースを変えさせたのと引き換えに、自身が中央分離帯に激突してスクラップ同然となってしまい、永い眠りについた（その際に最後の力でロールバーを曲げて次五郎を包み込み、事故の衝撃から守り抜いた。また、この事故の直前に精神体が擬人化して、夢を介して次五郎と対話している。その時の姿は長い黒髪にワンピース、そしてネックレスをした美女であった）。しかし次五郎は「叶うなら…!」と廃車にせず仲間たちが調達してくれたパーツを集めて一年の歳月をかけて修理した。ドアをガルウイング仕様にするキットだけは調達できなかったものの、次五郎は「翼はこいつに返す」とノーマルドアにしている。
そして修復完了からさらに4年後の次五郎と愛子の結婚式の際、階段から転げ落ちようとした愛子を助け、教会のマリア像を照らし復活。愛子のお腹の中に子供がいる事と、その子供が次の乗り手になる事を次五郎に告げ、子供が免許を取るまでの18年間、再び次五郎の「相棒」になった。
竜（りゅう）
ダットサントラックをダンプに改造し、荷台を巨大スピーカーで埋め尽くし、いつもダンス・ミュージックを流している。通称「音圧神」。ヘッドフォンが酸素マスク代わりで、音楽を常に聴いていないと呼吸困難に陥る。DJやストリートダンスの腕も一流で、彼が掛ける音楽を聴いた女性は、度を越えた快楽に酔ってしまい、失神する。車にはCDJやDJミキサーなどのDJ機材も積んでいる。現在「エンドレス」の一員である。普段は無口で心を開いた相手にしか話さない。知識もかなり持ち合わせており、常人が知らないような情報を知っていたりする。また男色の気もある模様。英語でしゃべった後同じ内容を日本語でしゃべる癖がある。
神谷 誠（かみや まこと）
16歳の無免許天才ドリフター。愛車は180SXだが、所有者は翔子であり、「浅本の弟分だから」という理由で借りている。その180SXもタービンやCPUなどをチューニングし、350馬力出せるようにしている。次五郎のシルビアに以前乗っていた浅本俊一郎にドライビングテクニックを教わっていた。浅本との勝負に一度も勝てないまま死なれてしまったことに深い悲しみと悔しさを抱いており、それゆえシルビアを密かに狙い、次五郎に勝負を挑んだこともあったが、次五郎の命を懸けた走りと、浅本と正式に別れを告げたシルビアの力で救われた。現在は次五郎のバイト先で働きながら定時制高校へ通っている。「エンドレス」の一員でもある。16歳ゆえ無免許であり、それを弱みとして付け込まれてしまったこともあった。

### デビル・ジョーカーズ
石川九州男をリーダーとするローライダー系を中心とするアメ車系チーム。主に土曜の夜の高乃坂パーキングで活動している。入会も自由で規則というものがなく自由奔放に活動しているが、いざという時は統率された行動をとり、エンドレスの窃盗騒動の時は九州男の指示の元、窃盗グループのアジトを即発見した。
石川九州男（いしかわ くすお）
石川家の長男。年齢は24歳。次五郎の兄で元暴走族鬼族総会長。亡き父に代わる石川家の大黒柱で、親戚が経営する運送会社「石川運送」の大型トラックドライバー。己の生きる信条も兼ねて「最大積載量　夢いっぱい」と記載したステッカーを貼っている。ローライダーのチーム「デビル・ジョーカーズ」のリーダーであり、愛車はキャデラック。暴走族「鬼族（きぞく）」時代はKawasaki Z IIに乗っていた。運送会社では日野・プロフィアや、いすゞ・ギガなどに乗っていた。また、一回だけだが三菱ふそう・スーパーグレートにも乗っていた。無免時代はワークス仕様のハコスカに乗っていたらしい。走り屋としての実力もかなりのもので、直線道路で後部を振らせる事ができるほど。若いころは暴走族の「鬼族」のリーダーとして君臨しており、今でもその人間離れした実力によって暴君と恐れられている。社会人になった今でもその力は絶大で、族の集会は石川邸前ではエンジンを切って通過する事が地元のお約束になっている（さもないと九州男に血祭りに上げられる）。作中最強の人物であり、その喧嘩の強さは人間とは思えないほどの化け物級。固定設置されている自動販売機を無理やり投げ飛ばしたり、500円玉を指で引き千切る等腕力も凄まじい。次五郎の策略でトラックの燃料を抜かれた時は、一人でトラックをガソリンスタンドまで引っ張っていくという人間離れした怪力を見せた。元族や現ローライダーのチームリーダーではあるが、昔から仲間に頼る事は殆ど無く大抵の揉め事は自分の腕力と強引さで切り抜けてしまう（チーム全員より九州男一人の方が強いため）。幼い頃から食料調達のために釣りをしていたためにその腕もプロ級で、現在でも地元の月一回開催される鯉釣り大会に出場し賞金の米一俵をかっさらう事で「コイ仙人」と呼ばれている（次五郎曰く「漁師の域」）。
イケメンだが下品で性格は最悪。弟の絡んだトラブルに面白半分で乗り込み解決していく。また金と女性が絡むと必ず首を突っ込んでくる。しかし兄弟の血は争えず、かっこつけようとして痛い目に遭ったり、キマらなかったりすることもしばしば。日頃の行いの悪さが災いして、瀕死になりかねないダメージを受けたことも一度や二度ではない。末弟勇夫に対してだけは甘い。また、次五郎を財布代わりにしながらも一応認めていたりする。唯一の弱点は、女性に不自由しなかったが故に、女性を性欲の対象としてしか見られない事（つまり本当に心から恋をした事がない）。一度この事で女の子にこっぴどくフラれており、現在は少し反省している。
ある時、変な方向で覚醒して市長選に立候補する。しかし、出演したTVでの演説でイチモツをさらけ出して大恥をかいたりと、常識ではありえない行動に出るなどの点は健在。選挙演説中に因縁を付けてきたヤクザを倒し市民の共感を得たが、ワイセツ未遂行為が災いし（シルビアからの制裁を食らって）一度目は敢えなく落選してしまった。だが二度目では見事に当選を果たし、次は県知事当選の野望を抱いている（罷免されていない所を見ると、市政は割とマジメにやっている様子であり、「絶対安全都市宣言」のとおりに片っ端からその筋の者たちをシメている模様。また、最終話での部下の発言を聞く限り、その手の連中への対応は部下達から完全に一任されていることがうかがえる）。
初盤では右のこめかみに族時代の喧嘩でできた傷があったが、中盤タイムスリップした際に族時代の九州男と対決し、「その時にできた傷」という時間修正が発生、左こめかみに傷が移った。
作者の別作品『くろアゲハ』に24歳時の姿で登場する。山本信愛に酷似しているようである。
テレサ・テンのファン。
作中ある出来事で全裸の九州男の下半身を見たことがある沢田いわくかなりの巨根の持ち主。
誠
「デビルジョーカーズ」副リーダー的存在。巨漢でスキンヘッドと口ひげが特徴。両腕にタトゥーをいれている。左官系の仕事をしているらしく、仕事帰りにニッカ姿で九州男と時々ラーメン屋に行っている。普段は九州男の事を「キューちゃん」あるいは「キュー」と呼んでいる。
私服で物語に登場する際は実在するアメリカのヒップホップユニット「D12」のロゴが入った服を着ている。
愛車は1959年型シボレー・インパラのコンパーチブル。

### 加麻呂（かまろ）
岡田秀樹をリーダーとするVIPカー系のチームで、エンドレスの松木と佐世保も入っている。日産車で統一されており（トヨタ車の松木は特例）、ナンバープレートの数字でチームの地位が決まっている（リーダーの岡田は1、松木は3、カズは13）主に夜間に河越の二芳パーキングで集合・活動しており、時々目立つ改造車を見つけては襲撃したり別のチームと乱闘したりと色々問題を起こしている。
岡田 秀樹（おかだ ひでき）
加麻呂のリーダー。愛車はプレジデントだが、紫外線を気にして夜しか乗らない。中高生の頃は松木と共に九州男の下で暴走族をしていた。現役の族時代はマイキーと共に恐れ知らずの吸血コンビとして周りから恐れられていたが、天上天下唯我独尊の九州男からは奴隷の如く扱われていたため、九州男の事は大の苦手としており同時にあこがれでもある。実家はパチンコチェーン店（パーラーOKADA）を経営しており、支店を1つ任されている。今でも喧嘩も相当に強く、周囲からも一目置かれており、たまに九州男にも強気で出ることもあるが喧嘩になると100%負ける。ただし、マイキーと組んだ時は別であり、一度二人で九州男に挑んだ際は、最初こそ圧倒されたものの不意討ちを駆使してすぐに追い詰めている（この時の勝負はシルビアの横槍で引き分けに終わったが）。翔子に一目惚れしており、彼女の頼みには逆らえない純情な一面も持っているが、影からは番犬などと揶揄されている。「車の助手席には翔子しか乗せないことにしている」という硬派な噂が一人歩きしているせいで、気軽に女を乗せられずに苦労している一面も。初期は次五郎と敵対関係にあったが、次五郎が九州男と互角の戦いを繰り広げた事で見直したのか、物語後半になるとスピットとの争いで手を貸したり、一緒に温泉に入ったり、大破したシルビアの部品集めに協力する、最終回にて次五郎結婚式に参列するなど、関係良好になった模様。愛飲している煙草はホープ。5年後はパーラーOKADAの取締役となっており髪を染め直しており、黒色の短髪になっている。店舗内で落ちているパチンコ玉を拾っていた子供に注意し玉を没収しつつ出玉分の景品（ポッキーに似たお菓子）を手渡しニコリとしながら「ちゃんと手を洗ってから食えよ」と言うなど5年後はだいぶ丸くなっている模様。
松木 浩美（まつき ひろみ）
愛称は「マイキー」。岡田と中学時代の同級生で親友。族時代から岡田とつるんで無茶をしてきたが、岡田と同じく九州男だけには逆らえない。一時期大阪へ引越しした為、大阪弁を喋る。陽気な性格のスケコマシで、胸には七つのキスマークが北斗七星の形を描いている。加麻呂に所属しながらも愛車はエスティマのマニュアルミッション車。加麻呂ではNo.2の地位。ドライビングテクニックはチーム随一で、ドリフトには不向きなはずのエスティマをハチロクのように振り回す。次五郎が手に入れる前からシルビアを狙っていて、緊張しっぱなしで傷だらけにしながら乗る次五郎にシルビアはふさわしくないと言って、シルビアを自分のものにしようとする。しかし、シルビアを一身に愛する心において次五郎に完敗し、次五郎を真のシルビアの持ち主と認める。その後エンドレスへも加入。昔、カラオケボックスでノリでマイクを女性の秘部へ入れたことから「マイキー」やら「マイク」と呼ばれているらしい。ただ、後者の呼び方ではあまり呼ばれていない模様。カイワレという名前の汚い犬を飼っており、このカイワレは危機察知能力が高い。また彼女との初体験当日にあせって事故死した青年の怨念が取り付いたカエルの置物カリーが自宅においてある。愛好するタバコはJPS。大阪に彩乃という彼女がおり、ひと騒動あったが結局は同居する事に。
その後は、カリーと一緒に穀物関係の相場師となり、その道で成功している。彩乃とも結婚した様子。
佐世保 繁（させぼ しげる）
ひげと野球帽が特徴の男。岡田とは高校の頃からの付き合いで加麻呂のメンバーだが、自慢の日産車（グロリア）を修理中、仕方なく自宅に放置してあったキャロル（4代目）に乗って以来軽自動車に目覚める。主に関越自動車道で走らせている。しかしそれも高速での風圧でおっぱいの擬似感覚を味わうというエロ目的のためであり、巨乳ジャンキーであり次五郎のエロ仲間でもある。この意気投合した頃からは次五郎の佐世保の呼び方が「佐世保」から「シゲちゃん」に変わった。エンドレスのメンバーでもあり、エンドレスでは当初はリーダーの座を狙っていたが、すっかりイロモノで定着している。アヤミという高校生の彼女がいるが頭が上がらない。手先が器用で自作のフィギュアを作れるほどで、ボウリングが上手い（ただし前二つの技能はほぼエロのために注ぎ込まれる）。かつて浜中に車を貸せと言われ拒否し前歯をへし折られたり、また右翼団体に拉致されたりはては岡田に等ボコられたり、少々不憫な扱いが多い。
カズ
加麻呂ではNo.13の座で、肥満気味の体形とセミロングとサングラスが特徴。松木の事はNo.3の座を取られ、日産で統一している加麻呂の中で唯一特例でトヨタに乗っているという事で快く思っていなかったが、いつの間にか打ち解け、一緒にエスティマに乗ってナンパしに行くなどちゃっかりしている。松木と岡田の付き合いの長さを知らなかったため松木への軽口を言った瞬間岡田に火のついたタバコを（服の上からではあるが）鎖骨付近に押し当てられた事がある、

### 赫愚夜姫（かぐやひめ）
南松山市で活動しているVIPカーを主とするチームで、リーダーは藤田京助でエンドレスの一条も入っている。車種は自由で規則もそんなに厳しくないようだが藤田の命令はほぼ絶対で、一条以外に止められる者はいない。
一時期は一条の二芳パーキング遠征で加麻呂とは敵対関係にあったが、窃盗騒動での次五郎と九州男のタイマン、そして一条のエンドレスかけもちの件で友好関係になった模様。
藤田 京助（ふじた きょうすけ）
赫愚夜姫のリーダー。愛車は、ところ構わずぶつけながら走ったために傷だらけとなり「スカーフェイス（傷顔）」と呼ばれるシーマ（Y32型）。誠がスピットにゆすられた際（後述）土壇場で浮かんだ次五郎のプレッシャー攻撃の呼びかけで九州男のキャデラックの運び屋となりキャデラックのエンジンを一人で一基担ぎ倉庫まで運んでいた。ちなみにスピットのメンバーに挑発された際は「カラーギャングはなんでもアリなんだそうじゃないか、いいぜ？お前らなら相当なムチャしても正当防衛になりそうだしな」と額に青筋を立てつつ握ったコブシを鳴らしながら迫っていた。喧嘩の腕も相当なようだが九州男に喧嘩を売ろうとしたときに危険を察知したキヨトから止められている。喧嘩でコブシの傷が癒える前にまた殴り、いつしか拳ダコが真っ赤になった事から地元では「赤い爆弾」と呼ばれている。自分の彼女を黒にしたという教訓から、妹まひろを守るために近づく男を片っ端から排除していたが、キヨトに想いを伝えてからは暖かく見守っている模様。
一条希世斗（いちじょう きよと）
通称キヨト。南松山市のチーム「赫愚夜姫」のNo.2であり、「エンドレス」の掛け持ちメンバー。危険を感じると鳥肌が立つ体質「リスクセンサー」によってどんな状況でも危険感知をすることが出来、リスキーなドライビングを好むが、実際はそんな自分を止めてくれる者を待っていた。愛車は赤いアリスト（JZS161）。このアリストはスープラからMTミッション、サイドブレーキを移植してある。パワーは600馬力。ホイールはジャンクションプロデュースのスカラー。by OZかJAPANかは不明。途中からフロントグリルのエンブレムがレクサスのものに変わっている。優男風の見た目だが赫愚夜姫のNo.2なだけあり、車のテクだけでなく腕っ節にも自信がある。

### スピット（ツバを吐く）
カラーギャング。黒を基調とした服装を統一しており、揃いのバンダナを身につけている。タチの悪い集団。
ラット
スピットのリーダー。本名不明。ラットはあだ名ですぐにイラっとするため。大柄な肥満体型が特徴で、常に何かを口にしている。性格は冷酷で残忍。仲間のことを駒としか思っておらず、平気で凄惨の制裁を加える。バックにヤクザがいるようで、多数のシンナーやクスリを流してもらっているようで、仲間をそれで繋いでいる模様。キンらと揉めたマコトを無免許運転をダシに恐喝する。腕っ節もたしかで、マコトをワンパンでKOし、次五郎を一方的に畳み掛けるも、シルビアとの連係プレーでバックドロップを食らい敗北。その後も彩乃が仕掛けたライター争奪戦に参加しようとするが、九州男に絡んでしまいやられてしまう。
キン
スピットの一員。マコトに絡むものの返り討ちに遭う。その制裁としてラットから歩道橋の上から落とされ脚を折られ、恐喝の材料にされる。その後もラットに命令され、マコトが血を吐くまで蹴らされるなど、損な役回りが多い。最終的に次五郎率いる走り屋集団に追い込まれた際に、ラットを振り払い、逃走した。愛車はたくさんのワンオフパーツでカスタムしたマジェスティ。しかし次五郎たちから逃げるときに使ったバイクはフォルツァだった。

### その他
沢田 拳児（さわだ けんじ）
S13シルビアのみで統一するチーム「S13麗神愚ストリートウルフ」（シルビアレーシングストリートウルフ）の破壊神（リーダー）。千夏に惚れているが、彼女は次五郎に憧れている為、次五郎をライバル視し、愛車のS13K'sを自作でガルウィングに改造する。最終的に翔子のショップで2.2LのT78タービン、ブースト1.4kg仕様で550psを搾り出すに至った（改造費は36回払いのローン）。
最近は次五郎と比較する際に格下扱いされることが多いが、それでも八州男との腕相撲の際、皆が恐れるなか真っ先に飛び込むなど男気もあり、恋人に先立たれた女性ライダーの幽霊が成仏できるよう、親身になって問題解決に当たるなど面倒見もいい。ゴミのポイ捨てを嘆くなど公共マナーにもうるさく、よく公道の掃除をしている。仲間は究極炎帝こと滝川ヒロシ、残酷天使こと坂本勝平の二人だけ。「ウルフ（WOLF）」の綴りを「UOLF」と間違えている。チームのステッカーは5000円である。
実は「エンドレス」にも入りたかったらしいが、意地を張って声を掛けられるのを待っていた為に入り損ねてしまった。次五郎の事をブタ呼ばわりなどもしているが、内心は認めている。
江田
峠で走り屋の車を見つけては勝手に接近ドリフトでヒットさせて山に落とすことから「峠のヒットマン」と呼ばれている。気が短い事から「狂犬エディー」のあだ名を持ち、唇の右側に刃物傷がある。愛車はボディー全体に般若心経が書かれているJZX100チェイサーで本人曰く「事故って棺桶になっても、成仏して浅本先輩のいる天国へ逝けるように」との事。
一時期は浅本にドリフト勝負で敗北し、懐の深さに心から負けを認めてからは自ら「浅本先輩の飼い犬」と自負しマジックバナナに所属していた事があり、神谷とは犬猿の仲だった。浅本の追悼ドリフト集会で神谷からチームとして誘われ参加したが、本心は最初から神谷をクラッシュさせる計画を練っており、大会中2度仕掛けた。しかし、結局浅本の遺影とシルビアによって失敗に終わった。
生前の浅本を浅本っさん（あさもっさん）と呼んでいた。
浅本俊一郎（あさもと しゅんいちろう）
次五郎のS13の前の持ち主で、翔子の恋人だった。4年前に別の車（港でドラテク伝授を頼まれた際に乗っていたFD3S）に同乗中に事故死した。ドリフトに関しては右に出る者はいないと言われるほど超一流で、後ろについたドライバーはドリテクに魅入られ自爆することから「ハーメルンの笛吹き」と呼ばれていた。かつて神谷達とドリフト系のチーム「マジックバナナ」をつくった事があり、スピードショップWonderも彼がはじめたものである。
D1ドリフターの浅本昌俊がモデルであり、作中に登場するWonderも埼玉県戸田市で彼が経営する同名の店がモデルである。
浜中（はまなか）
千夏の元彼。愛車はシボレー・コルベット。逆らう者には容赦なく佐世保の歯をへし折る、沢田の腕を踏み折るなど、残虐な性格で、ケンカの腕も立つ。岡田の先輩で、周囲の車を借りパクしては売りさばき、地元からは敵視されていた。千夏を置いて東京に逃げたが、しかしそれも千夏が浜中のコルベットの音が好きだから売らないでくれと何気なく言ったが為に維持し続けようとした故であり、千夏を置いたのも自分が千夏を囮にして逃げた事にすれば千夏も犠牲者だったと思わせて火の粉がかからないようにした故である。その後ヤクザの車にも手を出してしまい、追われる形で河越に帰ってきたが、千夏から次五郎以外は興味ないと言われ、次五郎と勝負する。その結果コルベットを海に落とし、殺しにきたはずの若頭から見逃してもらい、岡田に送られて東京に帰っていったが、加納洋介の話によると、結局逮捕されて刑務所送りとなった。
加納 洋介（かのうようすけ）
所澤を拠点に、弟・亮介（りょうすけ）と2人で悪事を働き、「殺人以外の犯罪は全てクリア」しているとも言われる。レーシング仕様のハコスカに乗っている。過去、性欲以上にスピードに魅せられてしまい、様々な車を盗んで無謀運転を繰り返す。ある時、ポルシェ996でいつものように高速運転中に、「推定時速300キロ」で大クラッシュするも（原型を留めていたのはセラミック製のブレーキローターのみ）、奇跡的に軽傷で済む。それ以来、超高速域の中でも物が止まって見える「デビルアイ」を身に付ける。しかし、能力を身につけてからはスリルを失い、車に興味を失くす。それからは、スピードに代わるスリルを求め、弟とともにATM荒らしなどの悪事を働く。
ATM荒らしで得た大金を丸島の解体所に隠した際にシルビアと出会い、惹き付けられる。再び出会う口実としてシルビアに大金を隠したことが次五郎との一件に繋がる。自分ではなく次五郎を選んだことから次五郎を試しながらも、自身の満足するスリルを求める無謀なゲームを仕掛ける。一時は極限にまで研ぎ澄まされた感覚を持つも、リミットが近づき徐々に恐怖心が生まれ、デビルアイを失う。最後は次五郎の機転により無事に生還、敗北を認める。しかし、岡田が主催したキャノンボールレースの最中にトラック回避の際に再びデビルアイを取り戻していることが判明。なお、刑務所に入ったが現在は仮出所しており、ハコスカも修理している。
加納 亮介（かのうりょうすけ）
加納洋介の弟。キレると手の付けようがないが、頭は悪い。重度のシンナー中毒者であったが、洋介の制裁（後述）により現在は克服している様子。根性焼きの痕だらけの掌とシンナーによって溶けた歯が特徴。
兄を慕う一方で、シンナーの件などで、兄から掌にタバコの火を押しあてられる（所謂根性焼き）等の制裁を良く受けており、事故以来荒れてしまった兄に半殺しにされたこともあり、非常に恐れている。ATM荒らしの一件で、洋介を逮捕したい刑事から司法取引を持ちかけられ、兄から解放されるのではと迷う。千夏を苦手としているが、まんざらでもない様子。美形の兄とは違い、ルックスもファッションセンスもお世辞にも良いとは言えない。愛車はスズキ・GSX400。
シンゴ
次五郎の中学時代の親友で九州男に恨みを持つ教師からの八つ当たりを受ける彼を庇ってくれた恩人でもある。ポンティアック・ファイヤーバードに乗っている。嘘をつく時、右耳を触る癖がある。次五郎にエンドレスを結成させる事を提案するが、実は窃盗団の仲間で、メンバーの車を売るのが目的だった。しかし次五郎の説得で気が変わり、思いとどまろうとしたが、九州男に袋叩きにされた（実際、改心しきれておらず、金だけ盗んで逃げようとしていた）。だが、それでも自分を見捨てず九州男に挑んだ次五郎の姿を目の当たりにして改心する。現在は自首し、いつか次五郎と共に走る日の為に罪を償っている。
二階堂キミオ（にかいどう きみお）
西所澤の暴走族「緋浪」の頭（総長）通称「不死身のニカ」で愛車はKZ1000MK II。河越まで縄張り拡大のために繰り出してきており、その時に次五郎と出会う。縄張り拡大の最中、挑んできた九州男を返り討ちにして重傷を負わせ、初遭遇の件とそれが因縁で次五郎とバトルを繰り広げる。
このKZ1000MK II、実は次五郎のS13と同じく「妖車」だが、S13とは性質が正反対で、歴代の持ち主を尽く殺害している。しかし、「妖車」であるため常識の範疇を超えた能力を持っており、二階堂が九州男に勝利できたのもそれが大きい。
二階堂も例外ではなくこのマシンの餌食になりそうであったが、次五郎とS13のおかげで生き延びる。それと同時にKZ1000MK II は残骸と化した。
加納洋介とは先輩後輩の仲で、次五郎とS13の存在は加納から聞いて知ったものである。本来は大人しい性格であり、暴走族への加入も渋っていたほど。しかし「妖車」に魅せられてからは人が変わり、攻撃的な性格になった。
不死車『KZ1000MK II』
二階堂の愛車。スクラップ置き場で仲間と共にパーツ探しをしていた二階堂が偶然見つけ、不思議と惹かれた彼の所有となる。上記のようにその正体は「妖車」だが、同じ「妖車」であるS13とは違って極めて陰湿・狡猾であり、持ち主と共存する意志は持ち合わせていない。
持ち主が死んでも決して廃車にならないため「不死車」とも評される。
元は在日米軍に所属するとある将兵がアメリカから持ち込んだ物であったが、その人物の住居が民間に払い下げられた際、放置されていたところを別の人物に引き取られることに。
持ち主に超人的なテクニックを与え、恐怖心をマヒさせる。加えて、ある程度走るまでは何があっても絶対に死ぬことは無いが、走行距離がその「ある程度」に達するとオドメーターが逆に回り始める。このマシンの本質は、メーターが0になるとそれを合図として意図的に事故を起こし、持ち主を殺す「殺人車」だった。日本に置き去りにされてからの25年間、最低でも3人は殺害しており、その中には九州男の族時代の仲間も含まれる。
車体に傷がついても時間経過で自動修復し、折れたパーツがあっても破損した箇所に押し当てるだけで自力で癒着して修繕、持ち主が正体に気付いて事故を回避しようとしてもブレーキワイヤーなどを絡めて車体に縛りつけて道連れにしようとするなど、ある意味ではシルビアを超えた存在である。最期は前述のとおり、二階堂殺害に失敗したことで25年分のダメージを一気に受け、瞬く間にスクラップと化してしまう。遺されたネームプレートは次五郎が回収し、「最後のオーナーだから」ということで二階堂に渡した。解決後はワビと言う名のヤキを入れられに行った。なお二階堂が作中で行ったKZ1000MK IIに乗りつつ相手を引きずるシーンは作者の加瀬とアシスタントとみられる男性により実際に再現された。
八州男（やすお）
次五郎達がパーラー岡田のイベントレースで群馬県高咲市を走行中に遭遇した、九州男と瓜二つのイケメン。しかし暴君と恐れられている九州男とは逆に情に厚く仲間からの信頼も厚い。普段はパーキングエリアで焼き鳥を売っている。腕相撲で相手の腕をへし折るほどの怪力の持ち主で自称1000人斬り達成。語尾に「ダニ」と付く。九州男と腕相撲で勝負したが、その際に確実な勝利のために卑怯な手段を使ったことが災いして、ドラム缶ごとバックドロップを喰らいあっけなく敗退。愛車は九州男と同じキャデラック。
ミツヒロ
九州の博田（博多がモデル）から修学旅行で河越に来た中学生の不良。自身の通う中学校を〆ており、代々受け継がれる「南中総大将」の刺繍が入った学ランを着ている。女のアイコに容赦なく蹴りをいれる、敵対する同級生の基樹（もとき）を半殺しにするなど、加減を知らない凶暴な小悪党。
仲間と揉めたアイコに手を出したことから、次五郎と対決。先にナイフで脚を刺すものの、数々の猛者と対決していた次五郎には通じず、一蹴されてしまう。しかし根に持ったミツヒロは同じ中学の不良少女・可奈（かな）を使い、次五郎を罠に嵌め、仲間とともに袋叩きにして、乾燥ワカメを使った制裁（大量の乾燥ワカメを食べさせる。ワカメは胃の中で膨れ上がり、下手すれば胃が破裂する）を加え病院送りにしてしまう。その際に次五郎がアイコから預かったピアスを奪う。羽田空港で博田へ帰る際に、ピアスを取り返すため気合の入った次五郎に追い込まれ、搭乗口に逃げこむも、奪ったピアスが仇となり、次五郎にKOされてしまう。

### 次五郎の協力者
石川 勇夫（いしかわ いさお）
石川家の三男。小学3年生、兄達と違い純粋。見た目は無垢な美少年で、登場の際は顔がキラキラと輝いているような演出がなされており、最終話の5年後で青年（時系列を考えればまだ中学生ぐらいだが、背がかなり伸びている）に成長していてもキラキラと輝いている。小学校にはすでにファンの女子児童が多数いるが、勇夫自身は自分を追い掛け回す女子達を快く思っておらず、いつも通学に苦労している。次五郎を「チビ兄ィ」と呼んで慕っており、次五郎を自覚的に軽んじて扱うような描写は物語当初からなく（その分、純粋ゆえに無自覚に痛烈な発言をする事もあるが）、バレンタインには次五郎にチョコをお裾分けする兄思い。次五郎と九州男の双方から可愛がられており、特に九州男からは露骨に次五郎より贔屓され、かつ溺愛されている。九州男に連れられてキャデラックの助手席に座ることも多い一方で、一度だけ彼の非常識な女漁りを手伝ってしまったこともある。岡田とのナンパ勝負で勝ち目がないと絶望した次五郎に女子高生の女装をさせられた事もある。（勇夫本人は泣きながら嫌がり、次五郎は頼むと懇願していたが一部始終を見ていた九州男に「キタネェのはそのツラだけにしておけと」と次五郎は殴られてしまった。）兄たちに心配をかけまいと学校の勉強も頑張っており、成績は非常に良い。石川家、というより作中で一番まともな人物（そのしっかり者ぶりは、九州男が思わず男泣きしたほど）。猫のアンジーを飼っている。美少年ゆえ同級生だけではなく大人の女性にも人気がある。
日野 愛子（ひの あいこ）
次五郎のバイト仲間。夜はレディース「堕天使」の総長。愛車は直管仕様のZ400FX。タイマンであれば男も一蹴してしまうほどのケンカの腕であるが、作中では複数の男に囲まれてしまうことが多かった。厳しい言い方ながらも次五郎の事は常に心配しており、次第に凛々しくなった彼に対して少しずつ心寄せるようになる。そして次五郎にとっても、千夏以上に大きな存在になっており、後に互いに想いを打ち明けあい、シルビアも公認（?）の恋人同士になった。その後一度はS13の代わりにはなれないと別れを決意するも、身を挺（てい）して自分を庇った次五郎とS13を見て思い直し、5年後に次五郎と夫婦になり、彼の子供をもうけた。そしてその子供は後にシルビアの次の乗り手となることが既に決定している。
本田 千夏（ほんだ ちなつ）
次五郎のドラテクを見て以来、彼に憧れている美少女。もてない次五郎にとっては天使的存在だった。しかしその後、次五郎は恋人としては愛子を選び、千夏は2人の間に入る余地がない事を悟りながらも一騒動起こしたが、結局は身を引いた。浜中の元カノ。沢田に好かれており、ストーカー紛いの行為を受けているが、あることがきっかけでラブホテルに行ってしまう。その後、九州男が選挙に出た際に秘書として手伝い、九州男から強姦されかけるがシルビアにより救われ危機を脱した。
松田 翔子（まつだ しょうこ）
カーチューン専門店「スピードショップWonder」のオーナー。次五郎を俊一郎の後継者と認める。年下の岡田に惚れられているが、彼女自身もまんざらでもなさそうである。しかしその想いを時折利用してしまう事もあり、少し腹黒い。九州男からは過度のセクハラにさらされ、何度もその操を危機にさらされた。愛車はフェアレディZ432。俊一郎が生きていた頃はドリフト練習用にと180SXにも乗っていた。ストレス解消ではじめた釣りにもハマり、河越レジャーランドの釣堀では釣り師達から「コイの女神」と呼ばれるほど。時折釣行旅行に出かける。
藤田 万宙（ふじた まひろ）
藤田京助の妹。強面の兄とは違い、可憐な美少女。しかし異常なほどの兄からの庇護行為に恐怖を覚えており、門限を破りそうになっただけで、怯え震えるほど。彼女に手を出した男（声を掛けただけでも）は、兄から凄惨な制裁を受けている。キヨトに惚れているも、当の本人からはあしらわれていた（キヨトも気が合ったが、京助に気を遣っていたため）。次五郎とキヨトの勝負の後、想いを告げ結ばれる。
岡田 奈菜（おかだ なな）
岡田の妹で兄同様気性が激しい。旧車ばかりのレディース「音姫」の塾長（リーダー）で、愛車はセリカ（初代）で沢田に合わせてガルウイングにしている、自動車教習所の適性試験では「運転に向いていない」と烙印を押されている。沢田の事を「シブい男」と思っており、一途に惚れており、作中とある出来事で「ダルマに目を入れる」の願掛けでわざと片方のライトを直さず消灯している。登場時はいつもチャイナドレスを着ており、更に昼間でも屋内でもサングラスを着用、そしてタバコの吸い方の方は兄貴にそっくり。なお、音姫は彼女の人付き合いの幅もあり、河越街道のトラックチームたちとも友好関係を結んでいる。本業は美容師だったのだが仕事中に客からセクハラされて、その時偶発的に刃傷沙汰を起こしてしまい（客のヒゲを剃っていたため、セクハラのせいで誤って耳を切り落としてしまった）クビになった。この一件は割かし有名らしく、沢田の耳にも入っている。
空（そら）
一見女子高生に見えるが、実は勇夫と同じ小学生。勇夫は空の姿を見ただけで彼女が小学生だと見抜いた。竜に惚れている。両親の仲が悪く、家庭に居場所がないため、夜に家をぬけ出しては竜に会いに行く。後に想いを竜に伝え、竜も遠まわしながらそれに応えた。
カリー
マイキーがエスティマの修理中の代車として借りたチェリーに飾られていた蛙のマスコットに憑依していたチェリーの前オーナーの少年。デート直前に童貞のまま事故死してしまい、成仏できずにいた。デート相手の彼女が現在幸せに暮らしている事を知ると成仏したように思われたが、薬屋の蛙の置物に乗り移っており、「女の子にセクハラする置物」として噂になっていた。その後、噂を聞きつけたマイキーに回収されたらしく、彼と同居している。ちょっとした金縛り位なら使える。
蛙ながらに地球規模の天候を読む事ができ、後に松木とともに主に穀物関係の相場師をしている。
丸島（まるしま）
九州男の友人であり、「丸島自動車」（中古車屋、というか解体屋）で働いている。次五郎にシルビアを売った張本人。彼が売る自動車は格安で、「訳有り」ばかりである（格安だったソアラ(Z30)はこれに酷似した都市伝説の如く死亡事故でルーフを潰したジャンクをベースにニコイチ修理したものだったなど）。挙句の果てに、自身が乗る車もナンバープレートが偽装されており、盗難車であることが分かる。
加納兄弟のATM荒らし事件に巻き込まれ、ICU送りとなる。
岡田とマイキーのトラブルの件では過去に鬼族時代の九州男がオーディションと称し自分のカワサキ Z IIに手が出せる度胸のある人間を炙り出そうとガス欠で放置したと嘘をつき、実際に手を出そうとしていた二人の前に現れた鬼族のメンバーとして登場した。
政次
次五郎の学校の後輩で、洗車場で一緒にバイトをしている。免許（ゴールド）は持っているが車は持っていない。情報通で色々な事を知っている。次五郎の事を尊敬しているが、時々口を滑らせる。
戦乱州葬夢（とらんすほーむ）
キャノンボール勝負の際に沢田をなんとしても勝たせたい岡田（奈菜）が呼んだデコトラ集団。
集団の総司令官ギャラクシー日野の他に熱血漢の「ニトロ山口」、集団の頭脳兼参謀という「プロフェッサー石井（頭脳と呼ばれているが本人曰く、最終学歴は自動車学校卒業である。）」、公道の狙撃兵と呼ばれていてシンナーや薬物中毒者みたいな見た目をしている「ヒットマン中野」、集団の炊事兵であり怪力と大食漢（登場したときもドーナツを口いっぱい頬張っていた。）の「ブル渡辺」といったメンバーがいる。
様々な運転テクニックやトラックの荷台から大量の氷が入った箱を路上にばらまき次五郎達を苦しめたがS13と次五郎の活躍により成敗された。その成敗が引き金となり八州男とエンジェルジョーカーズと絡まれ沢田と九州男が腕相撲勝負をすることになった。
陽子
愛子が五代目総長の暴走族「堕天使」の元総長。現在は同じ「堕天使」の名前を付けたスナックを経営している。愛子のよき理解者であり相談や悩みを聞いてあげているもよう。既婚者。

## 書誌情報

### 単行本
少年マガジンKC
1. 2002年8月16日刊行 ISBN 4-06-363140-0
2. 2002年10月17日刊行 ISBN 4-06-363158-3
3. 2002年12月17日刊行 ISBN 4-06-363180-X
4. 2003年3月17日刊行 ISBN 4-06-363219-9
5. 2003年5月16日刊行 ISBN 4-06-363236-9
6. 2003年7月17日刊行 ISBN 4-06-363263-6
7. 2003年10月17日刊行 ISBN 4-06-363302-0
8. 2004年1月16日刊行 ISBN 4-06-363328-4
9. 2004年4月16日刊行 ISBN 4-06-363361-6
10. 2004年7月15日刊行 ISBN 4-06-363398-5
11. 2004年10月15日刊行 ISBN 4-06-363439-6
12. 2005年1月17日刊行 ISBN 4-06-363474-4
13. 2005年3月17日刊行 ISBN 4-06-363504-X
14. 2005年6月17日刊行 ISBN 4-06-363537-6
15. 2005年9月16日刊行 ISBN 4-06-363572-4
16. 2005年12月16日刊行 ISBN 4-06-363611-9
17. 2006年3月17日刊行 ISBN 4-06-363637-2
18. 2006年6月16日刊行 ISBN 4-06-363677-1
19. 2006年10月17日刊行 ISBN 4-06-363731-X
20. 2007年2月16日刊行 ISBN 978-4-06-363789-2
21. 2007年5月17日刊行 ISBN 978-4-06-363829-5
22. 2007年8月17日刊行 ISBN 978-4-06-363863-9

### ガイドブック
KCデラックス
- 加瀬あつし・週刊少年マガジン編集部 監修『ジゴロ次五郎 スーパーナビBOOK』 2003年7月17日刊行 ISBN 4-06-334756-7
- 加瀬あつし・週刊少年マガジン編集部 監修『ジゴロ次五郎 CAR GUIDE』 2005年1月17日刊行 ISBN 4-06-334932-2

## その他
ゲーム
ケータイサイト『コミックゲーム★講談社(FOMA 900i以上)』 『コミゲーi講談社(3G端末・メガアプリ対応端末 以上)』にて“ジゴロ次五郎　決死のゼロヨン編”アプリが配信された。KDDI au(EZアプリ(BREW(R)3.1以上)には配信タイトル“ジゴロ次五郎ゼロヨン編EZ”にて『コミゲー講談社』より配信。